# Presos
Pour plus de détails, voir Fiche technique et Distribution.
Presos est un film dramatique costaricien réalisé par Esteban Ramírez et sorti en 2015.
Le film est sélectionné comme entrée costaricienne pour l'Oscar du meilleur film en langue étrangère à la 88e cérémonie des Oscars qui s'est déroulée en 2016.

## Distribution
- Alejandro Aguilar : J.J.
- Natalia Arias : Victoria
- Rocío Carranza : Mujer
- Leynar Gomez : Jason
- Daniel Marin : Emanuel
- Edgar Roman : Sebas
- Freddy Viquez : Tanque